# Théodora Raoulaina
Pour l’article homonyme, voir Théodora Cantacuzène (homonymie).
Théodora Paléologue Cantacuzène Raoulaina (grec Θεοδώρα Κομνηνή Καντακουζηνή Παλαιολογίνα Ραούλαινα, v. 1240 – 1300) était une princesse byzantine, nièce de l’empereur Michel VIII Paléologue (r. 1259–1282). Deux fois veuve, elle entra en conflit avec son oncle au sujet de la politique religieuse unioniste de celui-ci, et devint nonne. Elle restaura aussi le monastère de Saint-André-du-Jugement, où elle transféra les reliques du patriarche Arsène Autorianos. Très cultivée, elle fut un membre important des cercles littéraires de la capitale à la fin du XIIIe siècle.

## Biographie

### Famille et enfance
Théodora est née vers 1240 dans l’Empire de Nicée. Elle était la troisième fille de Jean Cantacuzène et d’Irène Paléologue. Son père était pinkernès et plus tard doux du thème des Thracésiens, et sa mère était la deuxième fille du megas domestikos Andronic Paléologue et donc la sœur du futur empereur Michel VIII Paléologue (r. 1259–1282). Après la mort de son mari (peu de temps avant 1257), elle devint nonne et prit le nom d’Eulogie,,. Théodora avait trois autres sœurs, Anne, Marie, and Eugénie. Anne épousa le Despote d’Épire, Nicéphore Ier Comnène Doukas (r. 1267/1268 – v. 1297) et devint régente après sa mort. Marie épousa le Tsar Konstantin Tikh de Bulgarie (r. 1257–1277), tandis qu’Eugénie épousa megas domestikos couman Syrgiannès, et fut la mère de Syrgiannès Paléologue,.
En 1256, Théodora épousa Georges Muzalon. Le mariage avait été arrangé par l’empereur Théodore II Lascaris (r. 1254–1258). Muzalon était d’origine modeste, mais avait été élevée au rang de protovestiarios grâce à la faveur de l’empereur byzantin, dont il était l’ami d’enfance. Le mariage, comme ceux d’autres « nouveaux hommes » de l’empereur, fut décidé par Théodore afin d’élever le statut de ses protégés de basse naissance. Toutefois, ces unions, et la politique constamment anti-aristocratique de Théodore, lui valurent l’hostilité des familles nobles traditionnelles,. À la mort de Théodore en août 1258, Muzalon devint rapidement régent de l’Empire au nom du jeune Jean IV Lascaris (r. 1258–1261), mais il fut assassiné par des soldats avec d’autres membres de sa famille lors d’un coup d’État, organisé par les aristocrates, à peine quelques jours plus tard, pendant un service religieux à la mémoire de l’empereur défunt. Cette conspiration des aristocrates avait été fomentée par Michel Paléologue, l’oncle de Théodora, qui succéda rapidement à Muzalon comme régent et fut couronné co-empereur au début de l’année 1259. Pendant le coup d’État, seule Théodora réagit aux assassinats : elle se rendit auprès de son oncle et lui demanda d’épargner son mari. Michel lui reprocha son attitude et lui ordonna de se taire, si elle ne voulait pas subir le même sort.
En 1261, à la suite de le reconquête de Constantinople par Michel VIII et son couronnement comme seul empereur de l’Empire byzantin restauré, Théodora fut remarié au protovestiarios nouvellement promu Jean Raoul Pétraliphas, un membre de la noble famille Raoul et commandant militaire. Avant la mort de ce dernier, vers 1274, elle donna naissance à deux filles, Irène et Anne,.

### Conflit avec Michel VIII
Comme le voulait la coutume pour les femmes nobles de l’époque, quand son deuxième mari mourut, Théodora se retira dans un monastère. Toutefois, c’est à ce moment qu’elle joua un rôle public majeur dans le conflit qui divisait la société byzantine : la question de l’Union avec l’Église romaine.
Depuis la reconquête de Constantinople, la position de Michel VIII était précaire : la menace d’un nouvel effort latin pour reprendre la cité était omniprésent et intensifié par l’arrivée de l’ambitieux Charles d’Anjou au pouvoir en Italie du Sud et son intention de restaurer l’Empire latin sous son égide. La seule puissance capable d’éviter une telle attaque était la Papauté, c’est pourquoi Michel engagea des négociations pour l’Union des Églises, qui finit par porter ses fruits en 1274, au Deuxième concile de Lyon. Néanmoins, l’Union et les concessions qu’elle faisait à la Papauté en matière de doctrine, furent profondément impopulaires auprès des Byzantins eux-mêmes et aggravèrent les relations déjà tendues de Michel avec le clergé orthodoxe depuis qu’il avait renvoyé le patriarche Arsène Autorianos, qui avait excommunié l’empereur pour avoir usurpé le trône de Jean IV Lascaris.
L’opposition à l’Union émergea au sein même de la famille de Michel : parmi les dissidents les plus fanatiques se trouvait la mère de Théodora, Irène, qui avait été la sœur préférée de Michel. Théodora soutint résolument sa mère, avec Manuel et Isaac Raoul, les frères de son défunt mari Jean. En raison de leurs activités anti-unionistes, mère et fille furent exilées dans la forteresse de Saint-Georges sur la côte de la mer Noire. Irène réussit néanmoins à fuir sa prison et se rendit à la cour de sa fille Marie en Bulgarie, où il monta une coalition militaire avec les Mamelouks afin de renverser son frère,,.

### Activités sous Andronic II
L’exil de Théodora dura jusqu’à la mort de Michel en 1282. Son fils et successeur, Andronic II Paléologue (r. 1282–1328) rejeta la politique religieuse de son père en ce qui concernait l’Union. Le problème des arsénites, les partisans du patriarche déposé Arsène, qui avaient refusé de reconnaître ses successeurs, resta irrésolu. Andronic II essaya de server de médiateur et convoqua un concile ecclésiastique à Adramyttion en 1284. Théodora et sa mère Irène y participèrent toutes les deux, mais le schisme ne put être calmé. Théodora elle-même était une arsénite, mais plus modérée que sa mère. Elle forma d’ailleurs des liens étroits avec le nouveau patriarche, Grégoire II, dont elle admirait l’érudition et qui devint son père spirituel,.
Théodora et sa sœur Anne revinrent à Constantinople après le concile, tandis que leur mère restait derrière à Adramyttion, où elle mourut plus tard dans l’année. Vers la même époque, Théodora rénova le monastère de Saint-André-du-Jugement à Constantinople et le transforma en couvent. Elle y fit venir les reliques du patriarche Arsène (qui était mort en 1273) de Hagia Sophia et passa le reste de sa vie à se consacrer à ses devoirs monastiques et à des recherches savantes,,. En 1289, quand son ami le patriarche Grégoire II démissionna, elle lui offrit un refuge dans le « manoir » Aristin, qui se trouvait près du monastère de Saint André,.
La dernière action publique de Théodora eut lieu en 1295. Grâce à ses succès contre les Turcs et le mécontentement des habitants d’Asie Mineure envers les Paléologues, le général Alexis Philanthropénos s’était déclaré empereur. Théodora fut envoyée par l’empereur Andronic II, avec son beau-frère Isaac Raoul qui avait été aveuglé après avoir participé à une conspiration, pour traiter avec Alexis et le persuader de se rendre. Son ambassade échoua et peu après, Philanthropénos fut trahi et aveuglé,. On ne sait rien d’autre de sa vie, jusqu’à sa mort, le 6 décembre 1300.